# Weems String Band
Die Weems String Band war eine US-amerikanische Stringband. Sie ist vor allem für ihre Version von Greenback Dollar bekannt.

## Karriere
Die Weems String Band bestand hauptsächlich aus Mitgliedern der Familie Weems aus dem Perry County, Tennessee. Die Gruppe bildete sich um 1928 aus den Brüdern Frank und Dick Weems, aus Jesse Weems sowie aus Alvin Condor, der eine Weems-Schwester geheiratet hatte. Auf einer Photographie der Weems String Band werden noch zwei Gitarristen dargestellt, deren Identität aber nicht geklärt ist. Die Unterschrift des Fotos lautet: „The Weems String Band of Popf [?], TENN – Radio and Phonograph Recores [?]“.
1928 spielte die Weems String Band eine Single bei Columbia Records ein, die im August 1928 veröffentlicht wurde (Columbia D-15300). Die Titel waren das bekannte Traditional Greenback Dollar mit der Rückseite Davy. Diese Stücke sollten ihr einziges jemals aufgenommenes Material bleiben.
Doch weitaus beachtenswerter ist die Technik der Weems String Band. Frank und Dick Weems spielten ihre Fiddles in einer Haltung wie sie nur in der Klassik gebräuchlich war. In solch ländlichen Regionen wie das Perry County waren diese Techniken weitgehend unbekannt und wurden von Old-Time-Fiddlern nie angewandt. Eine weitere Komponente war das Cello von Jesse Weems, eines der unbekanntesten Instrumente in der Old-Time Music. Man kann mit Bestimmtheit sagen, das die Aufnahmen der Weems String Band wohl die einzigen Aufnahmen einer Old-Time-Gruppe mit Cello waren.
Die Weems String Band verschwand aus der Musikszene um 1930. Alvin Condor arbeitete später als Mitglied der Grand Ole Opry auf WSM in Nashville, Tennessee. Die Weems String Band gilt weiterhin als eine der obskursten Bands in der Geschichte der Old-Time- und Country-Musik.

## Diskografie
| Jahr             | Titel                   | Anmerkungen      |                  |
| Columbia Records | Columbia Records        | Columbia Records | Columbia Records |
| ---------------- | ----------------------- | ---------------- | ---------------- |
| 1928             | Greenback Dollar / Davy |                  |                  |